# 维尔福德
维尔福德（荷蘭語發音：[ˈvɪlvoːrdə] ⓘ，法語發音：[vilvɔʁd]）是比利时弗拉芒大區弗拉芒布拉班特省的一座城市，西南与布鲁塞尔首都大区接壤，面积21.48平方千米，人口44,015人（2018年1月1日）。维尔福德是弗拉芒社群的一部分，官方语言与当地多数居民使用的语言为荷蘭語，不过当地有一定数量的法语人口，但维尔福德并不是一个语言便利市镇，市政部门不为法语人士提供语言便利。

## 交通
- 维尔福德站

## 友好城市
- 德国 恩讷珀塔尔
- 法國 莫伯日
- 荷蘭 米德尔堡
- 西班牙 佩尼亚罗亚新村
- 日本 小松市